# Plaisance (Dordoña)
 Plaisance  (en occitano Plasença) es una población y comuna francesa, situada en la región de Aquitania, departamento de Dordoña, en el distrito de Bergerac y cantón de Issigeac.

## Demografía
| 539 | 477 | 421 | 406 | 392 | 410 |
| Para los censos de 1962 a 1999 la población legal corresponde a la población sin duplicidades (Fuente: INSEE [Consultar]) |     |     |     |     |     |